# Brunon Kopec
Brunon Kopec (ur. 4 listopada 1923 w Zebrzydowicach zm. 6 grudnia 2003) – polski inżynier mechanik, doc. dr mgr inż., wykładowca akademicki.

## Życiorys
Szkołę Powszechną i gimnazjum ukończył w Bielsku-Białej, gdzie kontynuował naukę w Technikum Mechanicznym na wydziale lotniczym. W 1940 roku wyjechał z kraju i do końca sierpnia 1941 roku pracował jako frezer na terenie ZSRR. We wrześniu 1941 wstąpił do organizowanej tam Armii Polskiej. Po przeszkoleniu został przerzucony do Włoch. Przeszedł całą kampanię wojenną na Zachodzie, w tym również bitwę o Monte Cassino. Służbę wojskową skończył jako porucznik w Anglii w 1947 roku. Tam w trybie przyspieszonym zdał maturę i egzamin wstępny na Politechnikę w Londynie. Studiował na Politechnice Wrocławskiej na Wydziale Mechanicznym, zdobywając dyplom mgr inż. w 1951 roku. Od czerwca 1951 roku podjął pracę, jako konstruktor, w Centralnym Biurze Konstrukcji Mechanicznych w Bytomiu. Już w grudniu 1951 roku został kierownikiem grupy w Zakładach Mechanicznych w Gliwicach – Łabędach, później zostaje przeniesiony w 1953 roku do ZUT Zgoda w Świętochłowicach. Tam szybko awansuje, pracując jako kierownik sekcji, kierownik montażu, kierownik kontroli technicznej i od 1957 roku jako Główny Konstruktor.
Tutaj włączył się do uruchomienia produkcji okrętowych silników wysokoprężnych typu BH/BAH – 22, TD/TAD – 36 i 48 na licencji firmy Sulzer ze Szwajcarii. W latach osiemdziesiątych uruchamiał dla potrzeb okrętowych i energetycznych, średnioobrotowe silniki wysokoprężne typu Z/ZA/ZAS -40/48, też na licencji Sulzera.
Szczególne są jego osiągnięcia w zakresie turbodoładowania wysokoprężnych, tłokowych silników spalinowych. Zwieńczeniem sukcesów w tym zakresie, była obrona pracy doktorskiej na Politechnice Krakowskiej w 1964 roku, pod tytułem: „Wpływ przepustowości silnika spalinowego, czterosuwowego, wysokoprężnego na wydatek turbosprężarki i na zwiększenie mocy silnika”.
W maju 1970 roku został włączony do międzyresortowego zespołu koordynacyjnego, z zadaniem przystosowania silników typu Z/ZA/ZAŚ-40/48 do awaryjnego zasilania elektrowni jądrowych typu DASZA, dla krajów ówczesnego RWPG.
Równolegle z pracami badawczymi i dydaktycznymi, był promotorem: jednej pracy doktorskiej, 100 prac dyplomowych i przejściowych, które dotyczyły problemów tłokowych silników spalinowych. Z jego inicjatywy powstało również Studenckie Koło Naukowe.
Do SIMP wstąpił w 1951 r. W kolejnych latach pełnił w stowarzyszeniu takie funkcje jak: funkcja przewodniczącego OW SIMP Katowice, członek ZG SIMP w Warszawie, członek prezydium ZG SIMP w Warszawie oraz członek Rady Głównej NOT.

## Odznaczenia
- Krzyż Kawalerski Orderu Odrodzenia Polski
- Złoty Krzyż Zasługi
- Odznaka im. prof. Henryka Mierzejewskiego
- Członek honorowy SIMP